# 宮城県拓桃医療療育センター
宮城県拓桃医療療育センター（みやぎけんたくとういりょうりょういくせんたー）は、かつて仙台市太白区に所在した、児童福祉法に基づく医療型障害児入所施設（肢体不自由に対応）であり、医療法に基づく病院でもあった。主に、成年者を含む肢体不自由者に対する医療・療育を手掛けていた。

## 概要
宮城県整肢拓桃園として、当時の名取郡秋保村に設置された。当地に設置された理由としては、近隣に秋保温泉があり、その温泉の熱による温浴療法などに活用できることなどが挙げられている。「拓桃」の名称は、宮城音五郎県知事（当時）が、「障害者であっても桃源郷を開拓する」という意味で名付けたもので、地名に由来しない。後に併設された、肢体不自由者対象の養護学校の校名にも、この「拓桃」が付されることになった（現・宮城県立拓桃支援学校）。
1986年に現在の名称に変更され、同年までに2回の大規模改修が行われているが、老朽化が激しく、宮城県立こども病院隣接地(一部、宮城県宮城広瀬高等学校の敷地に食い込む形を取る)への移転・平成27年度中の稼働開始が計画されていた。なお、設置形態が当センターが県直轄、こども病院が県による地方独立行政法人による運営であるため、経営形態の一元化など、移転・稼働開始までに検討すべき点は多くあったが、2015年4月に県からこども病院へ運営移管が実施され、2016年2月29日を以て、病院機能をこども病院へ併合する形で当センターが廃止されることになった。児童福祉法上の施設としては、こども病院の新病棟(拓桃館)内に、県が宮城県立拓桃園を新規設置した。
2024年、拓桃支援学校の旧校地および本施設の跡地に、宮城県立秋保かがやき支援学校が開校した。

## 診療科
- 小児科
- 整形外科
- リハビリテーション科
- 泌尿器科
- 歯科

## 沿革
- 1955年 - 宮城県整肢拓桃園として開院・開所
- 1972年 - 宮城県立拓桃養護学校（現・宮城県立拓桃支援学校）開校に合わせる形で、1度目の大規模改修を実施
- 1986年 - 宮城県拓桃医療療育センターに改称。2度目の大規模改修を実施
- 2015年 - 運営主体が宮城県から地方独立行政法人宮城県立こども病院に移管
- 2016年2月29日 - 病院機能を宮城県立こども病院へ移管の上、閉院。なお、児童福祉法上の施設としては、同病院の拓桃館内に新設された宮城県立拓桃園へ移管の上、併せて廃止。

## アクセス
- 宮城交通　秋保方面で「拓桃医療療育センター」[1]下車または、「秋保温泉湯元」下車徒歩3分

## 周辺施設
- 秋保温泉